# The Abattoir Blues Tour
The Abattoir Blues Tour – drugi album koncertowy zespołu Nick Cave and the Bad Seeds, wydany 29 stycznia w roku 2007. Wydanie zawierało dwa dyski DVD oraz dwie płyty CD.

## Spis utworów

### CD 1
1. „O Children” - 6:59
2. „Hiding All Away” - 6:23
3. „Breathless” - 3:36
4. „Get Ready for Love” - 4:59
5. „Red Right Hand” - 5:24
6. „Ship Song” - 4:09
7. „Weeping Song” - 4:39
8. „Stagger Lee” - 8:44

(całkowity czas trwania 44:50)

### CD 2
1. „Carry Me” - 4:49
2. „Let the Bells Ring” - 4:55
3. „Easy Money” - 7:08
4. „Supernaturally” - 5:13
5. „Babe, You Turn Me On” - 5:08
6. „There She Goes, My Beautiful World” - 5:29
7. „God Is in the House” - 4:46
8. „Deanna” - 3:43
9. „Lay Me Low” - 5:4

(całkowity czas trwania 46:56)

### DVD 1
Brixton Academy, Londyn - Czwartek, 11 listopada 2004
1. Hiding All Away
2. Messiah Ward
3. Easy Money
4. Supernaturally
5. Lyre of Orpheus
6. Babe, You Turn Me On
7. Nature Boy
8. Get Ready for Love
9. Carry Me
10. There She Goes, My Beautiful World
11. God Is in the House
12. Red Right Hand
13. Ship Song
14. Stagger Lee

#### Skład
- Nick Cave – śpiew, pianino
- Martyn P. Casey – gitara basowa
- Warren Ellis – skrzypce, mandolina, buzuki, flet
- Mick Harvey – gitary, buzuki
- James Johnston organy, gitara
- Conway Savage – pianino
- Jim Sclavunos – perkusja oraz instrumenty perkusyjne
- Thomas Wydler – perkusja oraz instrumenty perkusyjne

### DVD 2
Hammersmith Apollo, Londyn - Sobota, 7 Czerwca 2003
1. Wonderful Life
2. Nobody's Baby Now
3. Bring It On
4. Sad Waters
5. Watching Alice
6. Christina the Astonishing
7. Wild World

Bonusy, w tym promocyjne videoklipy na DVD 2
1. Bring it On
2. Babe, I'm on Fire
3. Nature Boy
4. Breathless
5. Get Ready for Love
6. Abattoir Blues/The Lyre of Orpheus, krótki film

#### Skład
- Nick Cave – śpiew, pianino
- Martyn P. Casey – gitara basowa
- Warren Ellis – skrzypce
- Mick Harvey – gitary
- James Johnston organy
- Conway Savage – pianino
- Jim Sclavunos – perkusja oraz instrumenty perkusyjne
- Thomas Wydler – perkusja oraz instrumenty perkusyjne
- Chris Bailey – gościnnie wokal w utworze Bring it On